# Chauthe
Chauthe – gaun wikas samiti w środkowej części Nepalu w strefie Bagmati w dystrykcie Nuwakot. Według nepalskiego spisu powszechnego z 2001 roku liczył on 615 gospodarstw domowych i 3574 mieszkańców (1761 kobiet i 1813 mężczyzn).